# كريس تشالك
كريس تشالك (بالإنجليزية: Chris Chalk)‏ مواليد 1 يناير 2000، هو ممثل أمريكي بدأ مسيرته الفنية سنة 2005. فاز بجائزة المسرح العالمي.

## الأعمال

### أفلام
- 12 سنة عبد (2013) (بدور: كليمنس)

### مسلسلات
- ذا غود وايف (2009)
- القانون والنظام: النية الإجرامية (2010)
- بيرسون أوف إنترست (2011) (بدور: لورنس بوب)
- أرض الوطن (2011) (بدور: توم ووكر)
- أبناء الفوضى (2014)
- غوثام (2015) (بدور: لوسيوس فوكس)
- القائمة السوداء (2016) (بدور: جون أديسون)

## روابط خارجية
- كريس تشالك على موقع IMDb (الإنجليزية)
- كريس تشالك على موقع ألو سيني (الفرنسية)
- كريس تشالك على موقع أول موفي (الإنجليزية)
- كريس تشالك على موقع قاعدة بيانات برودواي على الإنترنت (الإنجليزية)
- كريس تشالك على موقع قاعدة بيانات الفيلم (الإنجليزية)
- كريس تشالك على موقع كينوبويسك (الروسية)